# Konstantin I av Kakheti
Konstantin I av Kakheti, död 1605, var en georgisk monark. Han var kung i kungariket Kakheti under 1605.